# 2022년 호르노바이우카 공격

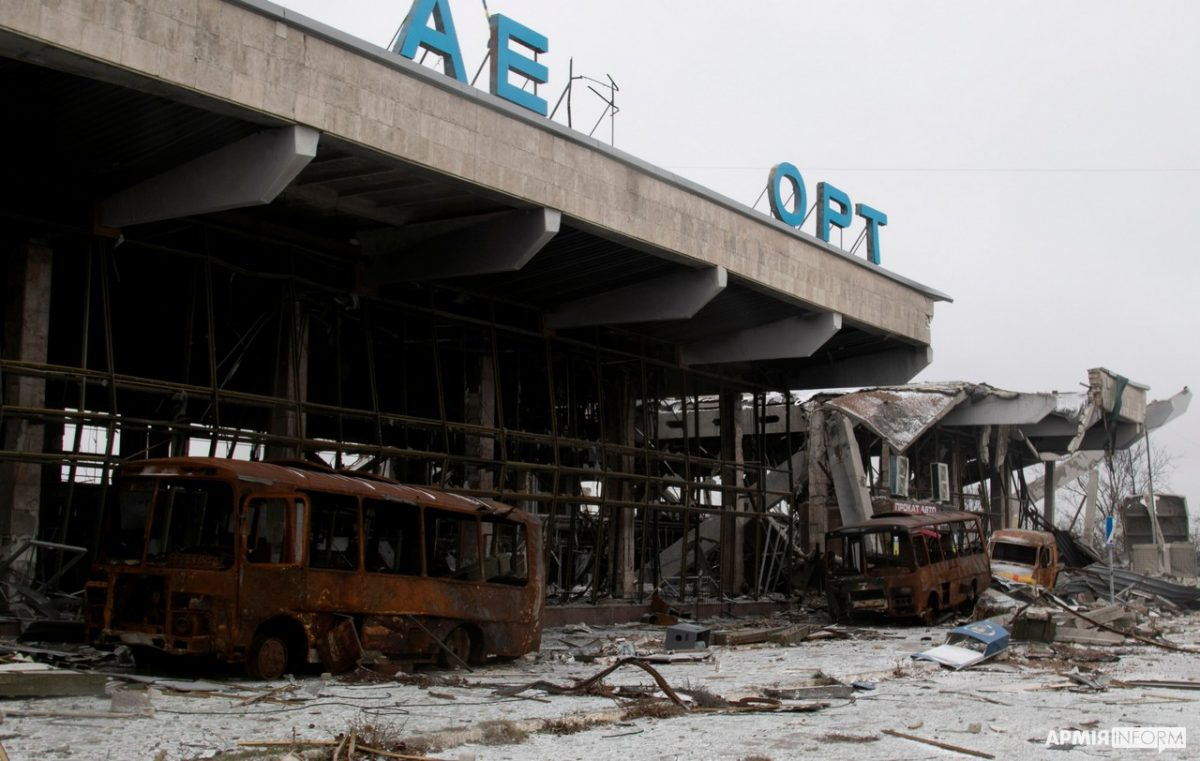
헤르손 국제공항

2022년 호르노바이우카 공격은 2022년 2월 27일 러시아의 우크라이나 침공 중 남부 우크라이나 전역에서 시작된 호르노바이우카의 러시아가 점유한 헤르손 국제공항에 대한 일련의 우크라이나 공격이었다. 우크라이나의 헤르손 주에 위치한 호르노바이우카는 러시아군이 도시 공항을 폭격하고 점령한 후 우크라이나군이 러시아 진지에 대한 수십 건의 공격을 받았다.
우크라이나에 따르면 이러한 공격으로 인해 3월 24일에 제49종합군의 러시아 장군 야코프 레잔체프가 사망했다. 제8종합군의 러시아 장군 안드레이 모르드비체프도 3월 18일에 발생한 공격에서 사망한 것으로 보고되었지만 나중에 아직 살아 있다는 것이 확인되었다. 이 지역에서 발생한 공격으로 인해 많은 러시아 군인이 사망하고 그들과 함께 있던 군사 장비가 파괴되었다는 보고도 있었다. 러시아의 막대한 손실이 추정되는 가운데, 우크라이나 소셜 미디어에 러시아의 호르노바이우카에서의 손실을 조롱하는 밈이 등장했다. 호르노바이우카는 우크라이나 사회 전반에서 인기 있는 현상이 되었다.
호르노바이우카에서 러시아군에 대한 우크라이나의 공격은 러시아가 해당 지역에서 철수한다고 발표되기 4일 전인 11월 5일까지 계속되었다. 호르노바이우카는 11월 11일에 우크라이나 군대에 의해 해방되어 러시아의 공항 점령이 종식되었다.

## 배경
호르노바이우카는 우크라이나 헤르손 주에 있는 작은 마을이다. 이곳은 헤르손 시로 가는 관문이며, 그곳을 통제하면 미콜라이우에 대한 가상 공격이 발생할 경우 전략적, 전술적 이점을 얻을 수 있다. 이는 주로 러시아군이 우크라이나 침공 당시 상륙 지점으로 사용하려고 했던 공항이 그곳에 있기 때문이다. 우크라이나 분석가인 알렉산더 레메노프가 우크라이나와의 전쟁 중 러시아의 군사적 목표 중 하나로 호르노바이우카를 정의한 이유이다.
2022년 2월 24일, 러시아가 우크라이나를 침공한 첫날, 러시아는 호르노바이우카에 있는 헤르손 국제공항을 포함하여 우크라이나의 6개 공항을 폭격했다.